# Liutold von Eppenstein
Liutold von Eppenstein, auch Luitpold von Eppenstein, (* um 1050; † 12. Mai 1090) war  1077 bis 1090 Herzog von Kärnten und Markgraf von Verona.

## Leben
Er war ein Sohn Graf Markwarts IV. von Eppenstein und der Liutbirg von Plain, Tochter von Graf Liutold II. 
In der Nachfolge seines Vaters, der auch nach der Absetzung Herzog Adalberos, seines Großvaters, die herrschende Kraft in Kärnten blieb, gelangte Liutold 1076/77 unter Absetzung des Zähringers Berthold durch König Heinrich IV. zur Herzogswürde, allerdings in einem beschnittenen Herzogtum: Es waren ausgegliedert worden: Friaul (an Patriarch Sieghard von Aquileia, † 1077), Istrien (kam nach Sieghards Tod wieder an Liutold) und Krain (ebenso an Aquileia, einige Zeit später) und auch die Kärntnermark (an die Otakare). Die Mark Verona blieb Liutold erhalten.
Die Erhebung Liutolds erfolgte im Anschluss an den Canossagang Heinrichs IV. und nach der Wahl des Gegenkönigs Rudolf von Rheinfelden, da sich der König von seinem treuen Parteigänger Liutold durch die schroffen Engpässe Karantaniens, wahrscheinlich über den Predilpass und durchs Gailitztal, zurück ins Reich geleiten ließ. Liutold war auch bei den späteren Rom-Zügen Heinrichs IV. an dessen Seite.
Das Zusammenspiel mit seinen Brüdern Ulrich, Hermann und Heinrich funktionierte sehr gut und so konnten sich die Eppensteiner im Reich bestens positionieren. Ulrich wurde 1077 als Abt von St. Gallen installiert und 1085 zusätzlich als Patriarch von Aquileia, Hermann 1085 als Gegenbischof von Passau, Heinrich als Vogt von Aquileia und wahrscheinlich 1077–1093 als Markgraf von Istrien und (wahrscheinlich) Krain.
In die zweite Hälfte seiner Amtszeit fällt vermutlich der Bau der Burg Eppenstein, nach der das Adelsgeschlecht später benannt wurde.
Angeblich wurde er sogar 1086–1090 Markgraf von Steiermark anstelle des für abgesetzt erklärten Markgrafen Otakar.
Liutold war zweimal verheiratet, hinterließ aber keine erbberechtigten Söhne. Er starb, laut einer fragwürdigen Quelle als Thronusurpator, im Jahre 1090 und ist begraben im Stift St. Lambrecht.